# Чачак, Чачак
Чачак, Чачак је први студијски албум Лепе Брене и њеног бенда, Слатког греха. Албум је издат за ПГП РТБ 3. фебруара 1982.

## О албуму
Ово је Бренин први албум након кога је вртоглаво започела каријеру и постала најпопуларнија певачица у Југославији. Најзаслужнији за њену медијску промоцију је био Милован Илић Минимакс. Пошто је наступ Лепе Брене и Слатког греха у монтажи емисије "Хит парада" на Телевизији Београд избачен због, за тадашње услове, скандалозног и неприкладног одевања (Брена је на снимање дошла у тесним бермудама, које је шила заједно са својом мајком), Минимакс је на сопствену иницијативу у своју ауторску емисију, на истој телевизији, убацио снимак наступа Лепе Брене и Слатког греха. Она је до тада била само Брена, а он је додао придев Лепа, и најавио је као нову југословенску звезду - Лепу Брену.
Албум је продат у тиражу од 350 000 примерака.

## Списак песама
На албуму се налазе следеће песме:
| Бр. | Назив                   | Текст                 | Музика      | Аранжман    | Трајање |
| --- | ----------------------- | --------------------- | ----------- | ----------- | ------- |
| 1.  | Чачак, Чачак            | Милутин Поповић Захар | М. П. Захар | М. П. Захар | 02:30   |
| 2.  | Отишла си са салаша     | М. П. Захар           | М. П. Захар | М. П. Захар | 02:38   |
| 3.  | Без љубави среће нема   | Иван Глишић           | М. П. Захар | М. П. Захар | 03:05   |
| 4.  | Снела кока јаје         | Драгиша Пењин         | М. П. Захар | М. П. Захар | 02:13   |
| 5.  | Мој деда је био каваљер |                       |             |             | 02:58   |
| 6.  | Лала из Баната          | М. П. Захар           | М. П. Захар | М. П. Захар | 02:35   |
| 7.  | Љуби ме, Омере          | М. П. Захар           | М. П. Захар | М. П. Захар | 02:58   |
| 8.  | Жеравица                | М. П. Захар           | М. П. Захар | М. П. Захар | 02:28   |
| 9.  | Далеко је моја Мица     | М. П. Захар           | М. П. Захар | М. П. Захар | 02:08   |
| 10. | Снове снивам            | Лаза Костић           | М. П. Захар | М. П. Захар | 03:28   |

## Продаја
| Држава          | Највиша позиција на листи | Сертификација | Продаја  |
| --------------- | ------------------------- | ------------- | -------- |
| СФР Југославија | /                         | 2x Платинаст  | 350 000+ |